# Anja Smolders
Anja Smolders (Duffel, 2 juni 1973) is een Belgische voormalige atlete, gespecialiseerd in het veldlopen.
Als dertienjarig meisje begon Anja Smolders bij de atletiekclub van Duffel. Al snel werd ze succesvol. In 1990 volgde het internationale debuut op de WK voor schoolkinderen. Haar internationale doorbraak volgde in 1992 op de wereldkampioenschappen veldlopen in Boston, waar ze vijfde werd.

## Loopbaan
Anja Smolders heeft in totaal 17 Belgische titels bij de senioren gewonnen, waaronder zes opeenvolgende titels in het veldlopen. Desondanks slaagde ze er niet in zich te kwalificeren voor de Olympische Spelen. Op zondag 22 april 2007 won ze de marathon van Antwerpen met een tijd van 2:41.19. In 2008 won zij deze wedstrijd opnieuw, ditmaal in 2:43.15. Later in dat jaar werd ze vijfde op de marathon van Eindhoven in 2:43.06.
Anja Smolders werkt bij de Belgische luchtmacht, waar ze haar werk en het hardlopen kon combineren. Ze werd driemaal wereldkampioene veldlopen bij de militairen.
Anja Smolders is de dochter van Dorette Van de Broek. Sinds 1997 is ze getrouwd met Johan Schoors, een steeplechaseloper en duatleet, die in 2005 Belgisch kampioen duatlon werd. Smolders was lid van Atletiekclub Duffel en daarna AS Rieme in België en van Sportclub Prins Hendrik in Nederland. In oktober 2009 maakte Smolders bekend dat ze een punt achter haar atletiekcarrière zette. Ze was toen zwanger.

## Belgische kampioenschappen
Outdoor
| Onderdeel | Jaar                                     |
| --------- | ---------------------------------------- |
| 1500 m    | 1991 , 1992, 1993                        |
| 3000 m    | 1993, 1995                               |
| 5000 m    | 1999, 2000, 2006                         |
| 10.000 m  | 2005, 2007                               |
| veldlopen | 1997, 1998, 1999, 2000, 2001, 2002, 2004 |

## Persoonlijke records
Baan
| Onderdeel | Prestatie       | Datum            | Plaats    |
| --------- | --------------- | ---------------- | --------- |
| 800 m     | 2.07,12         | 13 juli 1999     | Ninove    |
| 1000 m    | 2.43,06         | 23 augustus 1996 | Brussel   |
| 1500 m    | 4.11,07         | 29 juli 1999     | Barcelona |
| 1 mijl    | 4.29,27 (ex-NR) | 7 augustus 1999  | Hechtel   |
| 3000 m    | 8.57,14         | 3 september 1999 | Brussel   |
| 5000 m    | 15.20,23        | 5 augustus 2000  | Heusden   |
| 10.000 m  | 33.04,06        | 15 april 2006    | Antalya   |

Weg
| Onderdeel      | Prestatie | Datum            | Plaats    |
| -------------- | --------- | ---------------- | --------- |
| 10 km          | 33.13     | 1 mei 2005       | Knokke    |
| 10 Eng. mijl   | 56.24     | 3 september 2000 | Heerlen   |
| 20 km          | 1:13.00   | 15 oktober 2006  | Parijs    |
| halve marathon | 1:15.37   | 15 maart 2007    | Venlo     |
| marathon       | 2:41.19   | 22 april 2007    | Antwerpen |

## Palmares

### 10.000m
- 2006: 14e Europacup

### veldlopen
- Eindlaureate Crosscup: 1999, 2001, 2002
- 1991: 30ste WK Cross Juniors (Antwerpen)
- 1992:  Sylvestercross
- 1992: 5e WK Cross Juniors (Boston)
- 1993:  CISM WK Cross Militairen (Nederland - Wassenaar)
- 1993:  Warandeloop
- 1994:  CISM WK Cross Militairen (Ierland - Curragh)
- 1994: 42e EK
- 1995:  CISM WK Cross Militairen (Marokko - Rabbat)
- 1995:  Sylvestercross
- 1995: 13e EK
- 1996:  Sylvestercross
- 1996: 11e EK
- 1999: 9e EK
- 2000:  CISM WK Cross Militairen (Algerije - Algiers)
- 2000: 7e EK
- 2001: 10e WK Cross (Oostende)

### andere afstanden
- 1998:  4 Mijl van Groningen
- 1999:  Haagse Beemden Loop
- 2002:  Haagse Beemden Loop
- 2008:  Oostende-Brugge Ten Miles